# Kombinacja norweska na Zimowych Igrzyskach Olimpijskich 2018 – drużynowo
Konkurs drużynowy kombinacji norweskiej na Zimowych Igrzyskach Olimpijskich 2018 odbył się 22 lutego na w Daegwallyeong-myeon.
Złoto wywalczyli Niemcy w składzie Vinzenz Geiger, Fabian Rießle, Eric Frenzel, Johannes Rydzek. Na drugim miejscu uplasowała siędrużyn Norwegów - Jan Schmid, Espen Andersen, Jarl Magnus Riiber, Jørgen Gråbak. Brąz wywalczyli Austriacy - Wilhelm Denifl, Lukas Klapfer, Bernhard Gruber, Mario Seidl.
Po raz pierwszy w historii w zawodach drużynowych na igrzyskach wystąpili Polacy, którzy w składzie Paweł Słowiok, Wojciech Marusarz, Szczepan Kupczak, Adam Cieślar zajęli 9. miejsce.

## Terminarz
| Data      | Konkurencja       | Godzina rozpoczęcia | Godzina rozpoczęcia |
| Data      | Konkurencja       | UTC+09:00           | CET                 |
| --------- | ----------------- | ------------------- | ------------------- |
| 22 lutego | Skoki narciarskie | 16:30               | 08:30               |
| 22 lutego | Biegi narciarskie | 19:20               | 11:20               |

## Wyniki

### Skoki narciarskie
| Pozycja | Nr | Reprezentacja     | Zawodnicy                                                         | Odległość zawodnika     | Punkty zawodnika        | Punkty drużyny | Strata czasowa |
| ------- | -- | ----------------- | ----------------------------------------------------------------- | ----------------------- | ----------------------- | -------------- | -------------- |
| 1.      | 7  | Austria           | Mario Seidl Bernhard Gruber Lukas Klapfer Wilhelm Denifl          | 131,0 136,0 131,0 138,5 | 112,6 117,9 114,6 124,4 | 469,5          | –              |
| 2.      | 9  | Niemcy            | Eric Frenzel Vinzenz Geiger Fabian Rießle Johannes Rydzek         | 137,0 129,5 127,5 138,0 | 123,6 102,6 109,2 129,3 | 464,7          | +0:06          |
| 3.      | 8  | Japonia           | Hideaki Nagai Gō Yamamoto Yoshito Watabe Akito Watabe             | 127,0 132,5 128,0 137,5 | 106,8 111,3 110,9 126,3 | 455,3          | +0:19          |
| 4.      | 10 | Norwegia          | Jørgen Gråbak Jarl Magnus Riiber Espen Andersen Jan Schmid        | 133,5 128,5 132,0       | 114,4 117,9 105,0 111,9 | 449,2          | +0:27          |
| 5.      | 5  | Francja           | François Braud Jason Lamy Chappuis Antoine Gérard Maxime Laheurte | 129,5 127,5 127,0 133,0 | 127,0 92,2 97,6 116,4   | 417,9          | +1:09          |
| 6.      | 3  | Czechy            | Ondřej Pažout Miroslav Dvořák Lukáš Daněk Tomáš Portyk            | 123,0 120,5 119,5 131,0 | 100,1 88,0 81,5 112,6   | 382,2          | +1:56          |
| 7.      | 6  | Finlandia         | Ilkka Herola Leevi Mutru Hannu Manninen Eero Hirvonen             | 133,0 108,0 116,0 133,5 | 116,6 61,3 82,4 121,0   | 381,3          | +1:58          |
| 8.      | 1  | Polska            | Wojciech Marusarz Paweł Słowiok Adam Cieślar Szczepan Kupczak     | 114,0 107,0 121,5 130,0 | 72,8 67,9 85,6 110,9    | 337,2          | +2:56          |
| 9.      | 2  | Stany Zjednoczone | Ben Loomis Ben Berend Taylor Fletcher Bryan Fletcher              | 111,5 120,0 100,0 129,5 | 78,2 87,5 52,9 106,2    | 324,8          | +3:13          |
| 10.     | 4  | Włochy            | Aaron Kostner Lukas Runggaldier Alessandro Pittin Raffaele Buzzi  | 106,5 105,5 112,5 123,0 | 69,4 56,9 77,0 88,5     | 291,8          | +3:57          |

### Wyniki końcowe
| Pozycja | Nr | Reprezentacja     | Zawodnicy                                                         | Strata początkowa | Bieg                            | Bieg         | Bieg            | Czas końcowy | Strata  |
| Pozycja | Nr | Reprezentacja     | Zawodnicy                                                         | Strata początkowa | Czas zawodnika                  | Czas drużyny | Miejsce drużyny | Czas końcowy | Strata  |
| ------- | -- | ----------------- | ----------------------------------------------------------------- | ----------------- | ------------------------------- | ------------ | --------------- | ------------ | ------- |
| 01 !    | 2  | Niemcy            | Vinzenz Geiger Fabian Rießle Eric Frenzel Johannes Rydzek         | +00:06            | 11:33,8 11:24,1 11:05,4 12:00,5 | 46:03,8      | 1               | 46:09,8      | —       |
| 02 !    | 4  | Norwegia          | Jan Schmid Espen Andersen Jarl Magnus Riiber Jørgen Gråbak        | +00:27            | 11:24,9 11:55,5 11:28,2 11:46,9 | 46:35,5      | 2               | 47:02,5      | +52,7   |
| 03 !    | 1  | Austria           | Wilhelm Denifl Lukas Klapfer Bernhard Gruber Mario Seidl          | —                 | 11:52,2 11:53,8 11:23,6 12:08,0 | 47:17,6      | 5               | 47:17,6      | +1:07,8 |
| 4.      | 3  | Japonia           | Yoshito Watabe Hideaki Nagai Gō Yamamoto Akito Watabe             | +00:19            | 11:43,5 11:49,7 12:22,1 12:04,3 | 47:59,6      | 7               | 48:18,6      | +2:08,8 |
| 5.      | 5  | Francja           | Antoine Gérard François Braud Maxime Laheurte Jason Lamy Chappuis | +01:09            | 11:39,8 11:47,2 12:00,8 12:00,2 | 47:28,0      | 6               | 48:37,0      | +2:27,2 |
| 6.      | 7  | Finlandia         | Leevi Mutru Ilkka Herola Eero Hirvonen Hannu Manninen             | +01:58            | 11:41,0 11:26,5 11:26,7 12:08,3 | 46:42,5      | 3               | 48:40,5      | +2:30,7 |
| 7.      | 6  | Czechy            | Tomáš Portyk Ondřej Pažout Lukáš Daněk Miroslav Dvořák            | +01:56            | 11:41,5 12:09,3 12:08,1 12:12,2 | 48:11,1      | 8               | 50:07,1      | +3:57,3 |
| 8.      | 10 | Włochy            | Lukas Runggaldier Aaron Kostner Raffaele Buzzi Alessandro Pittin  | +03:57            | 11:45,2 12:06,3 11:37,5 11:48,1 | 47:17,1      | 4               | 51:14,1      | +5:04,3 |
| 9.      | 8  | Polska            | Paweł Słowiok Wojciech Marusarz Szczepan Kupczak Adam Cieślar     | +02:56            | 11:44,3 12:20,8 12:22,9 12:00,8 | 48:28,8      | 10              | 51:24,8      | +5:15,0 |
| 10.     | 9  | Stany Zjednoczone | Taylor Fletcher Ben Berend Ben Loomis Bryan Fletcher              | +03:13            | 11:38,7 12:42,3 11:51,3 12:01,2 | 48:13,5      | 9               | 51:26,5      | +5:16,7 |